# АЭС Перри
АЭС Перри (англ. Perry Nuclear Generating Station) — действующая атомная электростанция на северо-востоке США.  
Станция расположена на берегу озера Эри в округе Лейк штата Огайо, в 65 км от Кливленда.

## Информация об энергоблоках
| Энергоблок | Тип реакторов       | Мощность | Мощность | Начало строительства | Физпуск    | Подключение к сети | Ввод в эксплуатацию | Закрытие |
| Энергоблок | Тип реакторов       | Чистый   | Брутто   | Начало строительства | Физпуск    | Подключение к сети | Ввод в эксплуатацию | Закрытие |
| ---------- | ------------------- | -------- | -------- | -------------------- | ---------- | ------------------ | ------------------- | -------- |
| Перри-1    | BWR, BWR-6 (Mark 3) | 1256 МВт | 1303 МВт | 01.10.1974           | 06.06.1986 | 19.12.1986         | 18.11.1987          | —        |